# ألان نيكولز (لاعب كرة قدم)
ألان نيكولز (بالإنجليزية: Alan Nicholls)‏ هو لاعب كرة قدم بريطاني في مركز حراسة المرمى، ولد في 23 أغسطس 1973 في Sutton Coldfield ‏ في المملكة المتحدة، وتوفي في 25 نوفمبر 1995 في بيتربرة في المملكة المتحدة بسبب حادث مرور. شارك مع منتخب إنجلترا تحت 21 سنة لكرة القدم. أما مع النوادي، فقد لعب مع نادي بليموث أرجايل ونادي تشيلتنهام تاون لكرة القدم ونادي ستاليبريدج سيلتيك ونادي غيلينغهام.